# Колач (кулінарія)

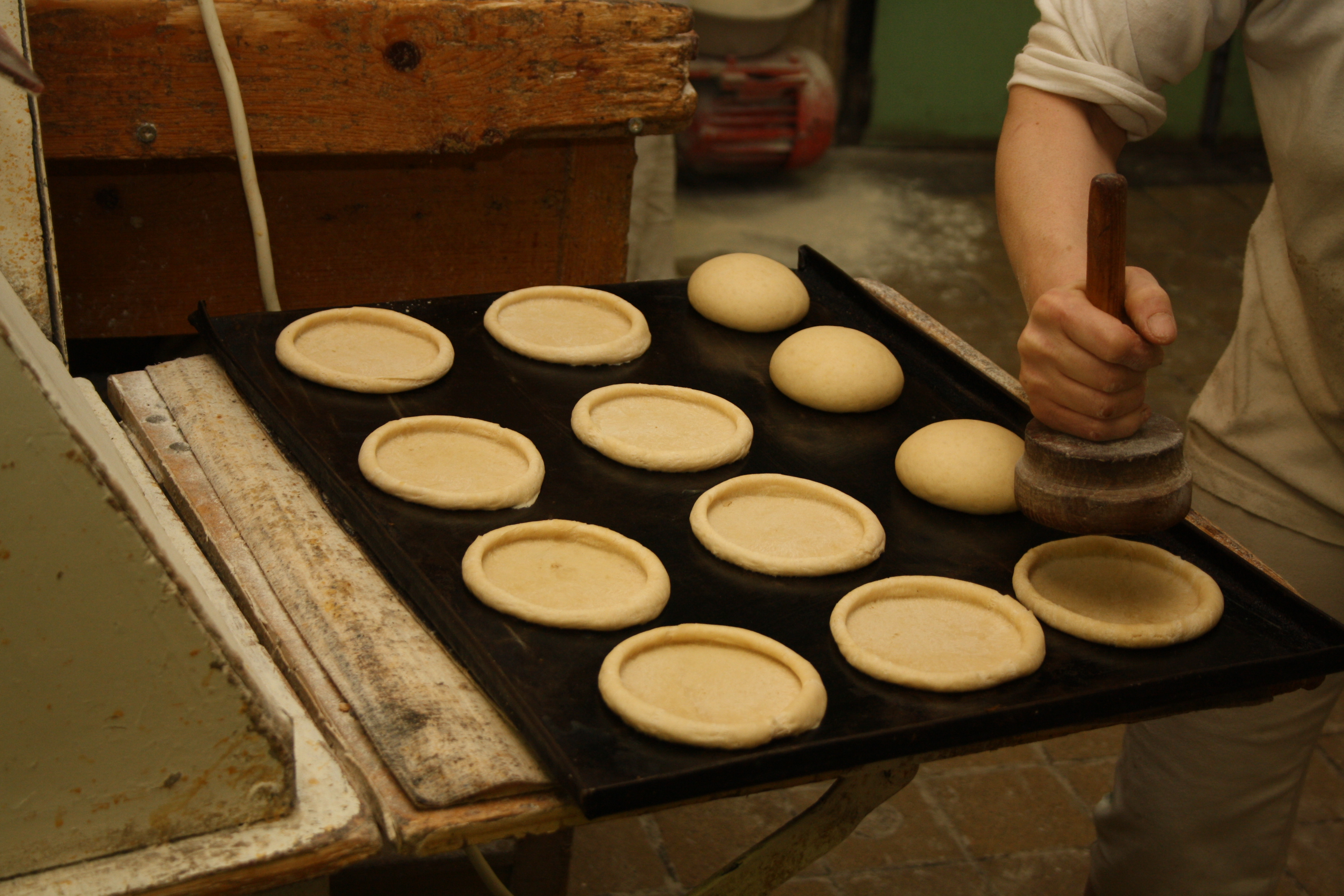
Приготування колача у пекарні

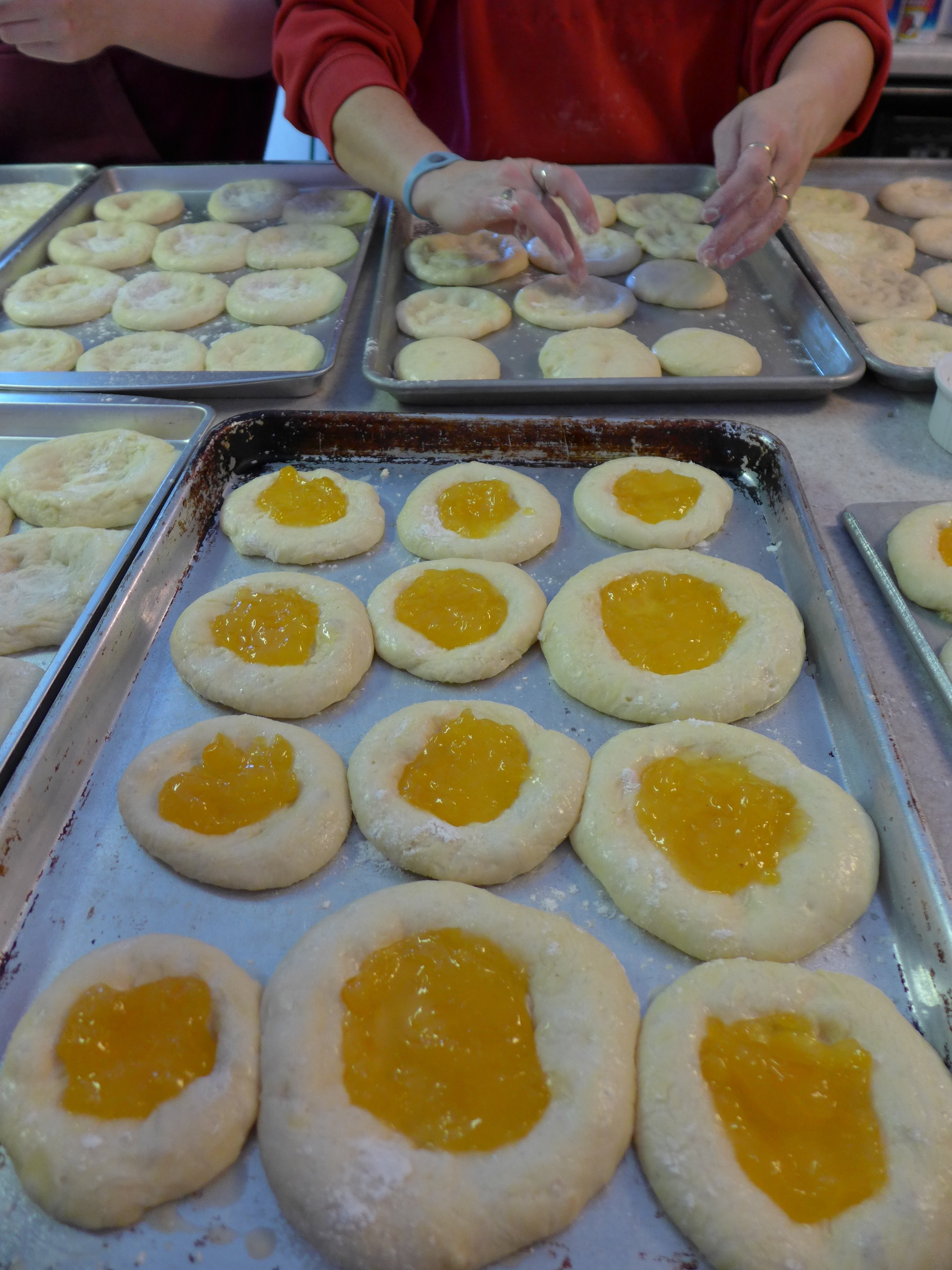

Колач (од. чеськ. koláč, словац. koláč, множ. чеськ. koláče, словац. koláče; англ. kolach, kolache, kolace, kolacky) — вид випічки, який містить частину фруктів або сиру, оточений розпушеним тістом. Залежно від того, який тип готується, його можна виготовити з різних видів тіста. Колачем називається або невеликий шматочок тіста з або без наповнення, або великий лист тіста з начинкою, яка може бути солодкою або солоною.

## Опис
У Чехії найбільш часто використовуваним колачем є менша кругла випічка, яка має солодке наповнення у своєму центрі (мак, сир, волоський горіх, мармелад та ін.). Вони переважно дрібні з діаметром не більше 8 см і тільки з одним видом наповнення і посипані солодкою крихтою або цукром. Випікаються з дріжджового тіста.
У Моравії найчастіше подаються великі круглі тістечка. У деяких районах вони мають регіональні назви, наприклад, у Моравській Валахії печуть Frgál, приблизно 25 сантиметрів в діаметрі. Виготовляються з дріжджового тіста і найчастіше заповнюються яблучним, грушевим або сливовим варенням.

## Історія
Виник як напівсолодкий весільний десерт у Центральній Європі (Чехія, Словаччина). У деяких місцях Чехії весільний колач випікається набагато більшим, і молодята їдять його одночасно. Пізніше з'явився у сніданках Південного Лондона, потім стали популярними в деяких частинах США. Назва походить зі слов'янських мов. Klobásník, що містить ковбасу або інше м'ясо, часто вважається варіацією колача; однак, більшість чехів вважають, що колачі заповнені лише нем'ясними виробами. На відміну від колача, які приїхали до США з чеськими іммігрантами, klobásníky вперше були зроблені чехами, які оселилися в Техасі.

## Колачні святкування у США
Кілька міст, включаючи Вердігр, Вілбер і Прага у Небрасці; Колдуелл, Техас; Іст Бернард, Техас; Кросбі, Техас; Галлеттсвіль, Техас; Прага, Оклахома; Католицька церква Святої Людмили в Сідар-Рапідс, Айова; Кіуоні, Вісконсин проводять щорічні фестивалі Колаче.
Монтгомері, штат Міннесота — це «Колацька столиця світу», де проводять щорічний фестиваль, відомий як Колацькі дні. Вердігр, Небраска, стверджує таку саму претензію з днями Колача. Прага, Небраска, стверджує, що воно відомие як будинок найбільшого в світі колача. І Калдуелл і Вест в Техасі претендують на титул «Столиця Колаче» штату та колачів взагалі, які надзвичайно популярні в Центральному та Східному Техасі. Існує навіть Техаський Чеський Пояс, який зріс в 1880-х роках з численними пекарнями колачів.
Гауген, Вісконсин є столицею колача у Вісконсині. Селище є богемським поселенням, яке святкує свою чеську спадщину під час щорічного фестивалю Haugen Fun Days. Колачі — основний продукт фестивалю в селі з продажу колачів, випічки і дегустацій. Колаче можна знайти на чеських американських фестивалях в інших громадах Сполучених Штатів.
Колач був обраний для представництва Чехії у Café Europe, ініціативі Австрії під час головування в Європейському Союзі на Дні Європи 2007 року.